# Кенесшили
Кенесшили́ (каз. Кеңесшілі) — село у складі Мактааральського району Туркестанської області Казахстану. Адміністративний центр Жамбильського сільського округу.
Населення — 1563 особи (2021; 1371 у 2009, 2218 у 1999, 2831 у 1989).
У радянські часи село називалось Кенесшиль.